# Jonville-en-Woëvre
Jonville-en-Woëvre är en kommun i departementet Meuse i regionen Grand Est (tidigare regionen Lorraine) i nordöstra Frankrike. Kommunen ligger i kantonen Vigneulles-lès-Hattonchâtel som tillhör arrondissementet Commercy. År 2022 hade Jonville-en-Woëvre 144 invånare.

## Befolkningsutveckling
Antalet invånare i kommunen Jonville-en-Woëvre
| Referens: INSEE |